# Santarō Okamatsu
Santarō Okamatsu (japanisch 岡松 参太郎 Okamatsu Santarō; * 23. September 1871 in Nobeoka (heute: Miyazaki-ken); † 15. Dezember 1921) war ein japanischer Jurist, Professor an der Kaiserlichen Universität in Kyōto und Kolonialpolitiker. Enge Beziehungen pflegte er zu Deutschland. Unter anderem war er in der japanischen Zivilverwaltung von Taiwan (Formosa) eingebunden und Abteilungsleiter bei der südmandschurischen Eisenbahn.

## Herkunft und Ausbildung
Geboren wurde Santarō Okamatsu in einer traditionell religiösen Familie. Sein Vater war der berühmte konfuzianische Gelehrte (jugakusha) Okamatsu Ōkoku, der als Sinologe während der japanischen Meiji-Ära eine geachtete berufliche Position einnahm. Insofern waren die Mitglieder dieser Familie mit der Religion, den Sitten und Gebräuchen, aber auch der Kultur Chinas sehr vertraut.
Nach seinem Schulabschluss nahm Santarō Okamatsu 1894 an der Universität Tokio ein Studium der Rechtswissenschaften auf. Am Ende des zweiten Studienjahres begab er sich auf eine Europareise und setzte im April 1896 seine Rechtsausbildung an der Friedrich-Wilhelms-Universität Berlin und der Martin-Luther-Universität Halle-Wittenberg (LMU) fort. Hier vertiefte er vor allem sein Wissen über das Zivilrecht, Kolonialrecht und das internationale Privatrecht. Von Halle aus wechselte er nach Frankreich und Italien und kehrte 1899 nach Japan zurück. Im Juni 1901 erwarb er hier das juristische Doktorat (hōgaku hakushi) und wurde Professor an der Juristischen Fakultät der Kaiserlichen Universität Kyōto.

## Berufliche Karriere
Für seine Tätigkeit in Lehre und Wissenschaft in Japan bildete das bei seinem Aufenthalt in Deutschland, Frankreich und Italien erworbene Rechtswissen, wie es im europäischen Raum. zu dieser Zeit angewandt wurde, eine wichtige Basis, die er mit seinen asiatischen Erfahrungen vergleichen konnte. Durch die weiterhin, vor allem nach Deutschland unterhaltenen Wissenschaftskontakte partizipierte er zugleich an den weiteren Entwicklungen auf diesem Sektor. Fast zeitgleich mit der Übernahme seines Lehramtes erhielt Santarō Okamatsu zusätzlich einen Ruf, sich in dem, von Japan besetzten Taiwan (damals noch als Formosa bezeichnet) an der Erforschung und der Ausarbeitung kolonialer Rechtsverhältnisse zu beteiligen. Dieser Auftrag kam vom amtierenden Zivilgouverneur Gotō Shimpei. Dieser inzwischen vierte Gouverneur war davon überzeugt, dass es nach der 1895 erfolgten Besetzung Taiwans für eine effektive Verwaltung der Kolonie nötig sei, westliche wissenschaftliche Methoden der Ökonomie und des Rechtes anzuwenden. Denn die bisherige militärisch ausgerichtete Kolonialverwaltung hatte zu keinen effektiven Formen und nützlichen Entwicklungen der Verwaltung dieser Kolonie geführt. Bereits ab 1898 hatte er mit entsprechenden Feldforschungen und der Auswertung ökonomischer und rechtlicher Daten beginnen lassen, die er nun in die Hände eines Wissenschaftlers legen wollte. In dem dazu eingerichteten „Provisorisches Büro zur Erfassung des Grundbesitzes in Taiwan“ waren bereits umfangreiches Datenmaterial erfasst worden. Mit dem Eintreffen von Okamatsu hatte Gotō das "Provisorische Komitee für die Erforschung des 'Alten Brauchtums' auf Taiwan" ins Leben gerufen, bei der das gesamte statistische Material, die Erhebungen, Karten und Daten zusammengeführt wurden. Als nunmehr rechte Hand des Zivilgouverneurs beteiligte sich Okamatsu, neben seiner Lehrtätigkeit in Kyōto an der Festlegung der zu verfolgenden Forschungsthemen und der Organisation der zu leistenden Forschungsarbeit. Dazu reiste er sehr häufig nach Taiwan, um den Fortgang der Untersuchungen zu überwachen. Inzwischen hatte auch das Kaiserhaus mit der Verordnung Nr. 196 dieser Arbeiten zu einem wichtigen politischen Schwerpunkt der kolonialen Verwaltung von Formosa erhoben.

### Formosa
Gotō stand, als Mediziner, auf dem Standpunkt, dass Taiwan nach „biologischen Prinzipien“ (生物学の原則, Seibutsugaku no gensoku) regiert werden müsse, d. h. zuerst müsse man die Verhaltensweisen der Einheimischen analysieren, um dann entsprechende Politik machen zu können. Zu diesem Zweck schuf er den „Außerordentlichen Ausschuss zum Studium der alten Sitten Taiwans“ (臨時台湾旧慣調査会, Rinji Taiwan kyūkan chōsakai), dem er auch vorstand und mit deren wissenschaftlichen Begleitung er Professor Okamatsu beauftragt hatte. Dieser hatte nach der Festlegung der möglichen Forschungsschwerpunkte zwei Arbeitsgruppen gebildet. Die Erste verfolgte das Ziel das bestehende Rechtssystem zu untersuchen. Ihre Leitung hatten er selbst übernommen. Aus dieser Untersuchung sollten dann Festlegungen für die rechtliche Führung der kolonialen Verwaltung abgeleitet werden. Die zweite Arbeitsgruppe, die vom Dekan der Juristischen Fakultät in Kyōto geleitet wurde, untersuchte die bestehenden Unterschiede zwischen Japan und Formosa. Eine dritte Gruppe, die erst 1903 ins Leben gerufen wurde, hatte die Erfassung der bestehenden Gesetzeslage auf dem chinesischen Festland zum Gegenstand. Insgesamt waren etwa 100 Personen mit den Arbeiten befasst.
Noch vor Bildung der dritten Arbeitsgruppe hatte Santarō Okamatsu 1902 eine erste große Analyse mit entsprechenden Schlussfolgerungen unter dem Titel „Provisional Report on Investigations of Laws and Customs in the Island of Formosa“ herausgegeben. Weitere Berichte folgten dann, bis er 1910 eine große Einschätzung zum taiwanesischen Rechtssystem vorlegte. Hier hatte er die bisher ausgeübte Rechtspflege und die Justizverwaltung auf der Insel einer Überprüfung unterzogen und fasste die dabei gewonnenen Erkenntnisse unter der Überschrift das „Taiwanesisches Privatrecht“ zusammen. Darin befürwortete er die Herausgabe eines besonderen Zivilgesetzbuches für Taiwan, das vor allem die bestehenden Traditionen, wie sich auf der Insel entwickelt haben, zur Grundlage nehmen sollte. Zahlreiche seiner Schlussfolgerungen und Vorschläge orientierten sich an damaligen europäischen Rechtssystemen. Mit diesen gesamten Arbeiten leistete er Pionierarbeit bei der Neukonzipierung der japanischen Kolonialpolitik unter Beachtung der Wechselwirkungen von Ökonomie, Recht, Sozialbedingungen und deren veränderte Anwendung bei Beachtung der bestehenden Rahmenverhältnisse, die vor allem durch Traditionen, Gebräuche und religiöse Denkhaltungen der dort lebenden Menschen geprägt waren. Als sich jedoch in den Folgejahren das Prinzip der Assimilation in der japanischen Kolonialpolitik immer mehr durchsetzte und erneut militärische Aspekte in der Außenpolitik den Vorrang erhielten, wurde das tatsächlich von Santarō Okamatsu verfolgte Vorhaben wieder aufgegeben. Inzwischen hatten sich auch in der Struktur der japanischen Gesellschaft zahlreiche Veränderungen und politische Neuausrichtungen ergeben. So wurde Gotō Shimpei 1910 mit der Bildung des japanischen Kolonialamtes (拓殖局, Takushoku-kyoku) dessen erster Direktor.

### Südmandschurische Eisenbahngesellschaft
Als Gotō im November 1906 zusätzlich zu seinen Aufgaben, Präsident der südmandschurischen Eisenbahn-Gesellschaft wurde, holte er sich auch für diesen neuen Aufgabenbereich Unterstützung bei Santarō Okamatsu. Vor allem bezog er ihn für die wissenschaftliche Durchdringung der damit verbundenen Aufgaben mit ein. Im Direktorium der Eisenbahngesellschaft erhielt er einen Platz als ständiges Mitglied und zur Lösung der damit verbundenen Themenkomplexe. Dazu riefen sie das „Ostasiatische Wirtschaftsforschungs-Büro“ ins Leben. Dieses Büro sammelte anfangs Expertisen, Analysen zu den Bedingungen und Notwendigkeiten beim Aufbau eines, auf weiter Fläche agierenden Transportwesens ein. Vor allem bestand das Ziel darin, die Erfahrungen, die Japan unter den Bedingungen seiner territorialen Struktur mehrerer Inseln gesammelt hatte, mit den nun auf dem Festland angetroffenen Notwendigkeiten zu verbinden. Da beide Akteure in Deutschland studiert hatten und die aufgebauten Wissenschaftskontakte auch weiterhin pflegten, holten sie sich für diese neuen Aufgabenkomplex Fachleute aus Deutschland an die Seite. Mit der Bildung des zweiten Katsura-Kabinetts (14. Juli 1908–30. August 1911) war Gotō Kommunikationsminister und Generaldirektor des Eisenbahnamts (鉄道院, Tetsudō-in) geworden. Während dieser Zeit veranlasste er bereits weitreichende Reformen des Transportwesens, die zwar auf starke Kritik stießen, jedoch schrittweise durchgesetzt wurden und später ihre Dringlichkeit unter Beweis stellten.
Nach der wissenschaftlichen Durchdringung der zukünftig zu lösenden Aufgaben, die hauptsächlich durch das von Santarō Okamatsu geführte Wirtschaftsforschungsbüro geleistet wurde, traf 1908 als erster Deutscher der Professor für Staatswissenschaften, Karl Thiess (1879–1941) in Japan ein. Als Direktor eines Forschungsbüros der Hamburger Reederei „Hamburg-Amerikanische-Packfahrt-A.G.“ (HAPAG) verfügte er über die entsprechenden Erfahrungen, die vor Ort benötigt wurden, um das Transportthema weiter voranzubringen. Ihm folgte 1911 als deutscher Berater Otto Wiedfeldt (1871–1926), bisher Geheimer Regierungsrat im Reichsamt des Innern. Dieser setzte sich während seines Aufenthaltes in Fernost sowohl mit den Themen des Verkehrswesens als auch den Fragen einer geeigneten Kolonialverwaltung auf Formosa auseinander. Um die Vielzahl der zu lösenden Aufgaben an der Seite von Okamatsu in den Griff zu bekommen, zog Wiedefeldt 1912 zusätzlich noch Friedrich Wilhelm Hack (1887–1949) als seinen Assistenten hinzu und gemeinsam setzten ihn als Sekretär des Forschungsinstitutes bei der japanischen Eisenbahngesellschaft ein. Nach Wioedenfeldts Abreise im Herbst 1913 zog Okamatsu als einen weiteren deutschen Spezialisten Martin Behrend (1865–1926) hinzu. Mit Ausbruch des Ersten Weltkrieges im Sommer 1914 nahm diese für beide Länder vorteilhafte Zusammenarbeit ein rasantes Ende und Behrend schlug sich zum Jahreswechsel 1914/1915 auf abenteuerlichem Wege über die USA, die Niederlande bis Deutschland durch. Der Krieg schränkte zwar die Tätigkeit des Forschungsbüros wesentlich ein, aber wichtige Arbeiten, vor allem zu den ökonomischen und rechtlichen Erfordernissen wurden mit den wenigen noch verfügbaren Kräften weitergeführt. Auch wenn Okamatsu 1913 an der Universität in Kyōto in den Ruhestand eingetreten war, blieb sein Interesse für die regionalen Entwicklungsfragen weiterhin bestehen.
Durch seinen Tod am 15. Dezember 1921 hat Santarō Okamatsu, die vor allem ab 1929 in neuen Dimensionen vorangetriebene Entwicklung des „Wirtschaftsforschungsbüros“ nicht mehr erlebt. Es diente nunmehr der Zielstellung, die gewaltsame Ausdehnung Japans über den ostasiatischen Kontinent mit seinen Mitteln und Methoden zu unterstützen.

## Publikationen
- Provisional Report on Investigations of Laws and Customs in the Island of Formosa. (Forschungsbericht) 1902.
- Taiwanesisches Privatrecht eine Darstellung der bisherigen Justiz und Rechtspflege in Taiwan, 1910.